# Tramlijn A (Straatsburg)
Lijn A van de tram van Straatsburg is een tramlijn in de agglomeratie van Straatsburg. De lijn telt 27 stations en loopt van Parc des Sports  via het station Strasbourg-Ville en het tot 2007 centrale overstapstation Homme de Fer.

## Geschiedenis
- 25 november 1994:

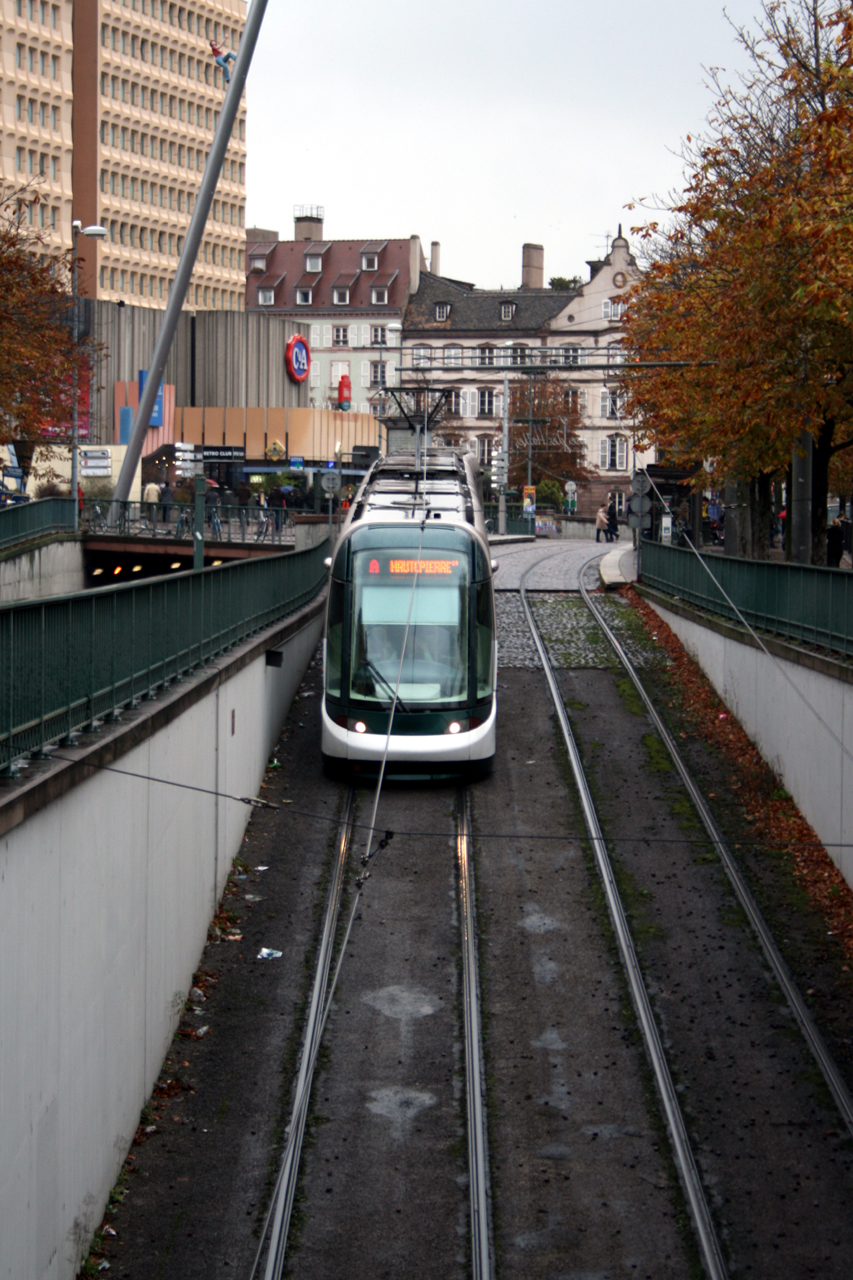
Tram bij Ancienne Synagogue-Les Halles

Lijn A van de tram van Straatsburg, met een lengte van 9.8 km, wordt in dienst gesteld tussen de wijk Hautepierre in het westen en het station Baggersee in het zuiden in de plaats Illkirch-Graffenstaden. Tussen de haltes Rotonde en Ancienne Synagogue Les Halles loopt de lijn door een tunnel van 1.4 km om te voorkomen dat de lijn door het station van Straatsburg moest. Station Gare Centrale ligt in de tunnel op 17 m diepte.
Tot april 1995 werd een beperkte dienst gereden waarbij de te vervangen drukke buslijn 7 in dienst bleef maar daarna werd beperkt tot Illkirch in aansluiting op lijn A. 
- 04 juli 1998:

De lijn wordt 2.8 km naar het zuiden verlengd tot Illkirch Lixenbuhl.
- 30 november 2013:

Het eindpunt van de lijn wordt verlegd van de halte Hautepierre Maillon naar het nieuwe eindpunt Parc des Sports. De lijn krijgt op de tak 
twee nieuwe tussenhaltes, het eindpunt Hautepierre Maillon komt te vervallen.

## Reistijden
De reistijden vanaf Parc des Sports zijn:
- Hôpital de Hautepierre in 3 minuten ;
- Rotonde in 8 minuten ;
- Gare Centrale in 10 minuten ;
- Homme de Fer in 13 minuten ;
- Étoile-Bourse in 20 minuten ;
- Lycée Couffignal in 23 minuten ;
- Émile Mathis in 24 minuten ;
- Baggersee in 29 minuten ;
- Illkirch Lixenbuhl in 32 minuten ;
- Graffenstaden in 40 minuten.

## Exploitatie
Tramlijn A wordt geëxploiteerd tussen half vijf 's ochtends en half een 's nachts van maandag t/m zaterdag en tussen half zes en half een op zon-en feestdagen. De lijn rijdt niet op 1 mei. Van half zes 's ochtends tot acht uur 's avonds rijdt er van maandag t/m zaterdag elke zes minuten een tram, op andere momenten elke vijftien minuten.

## Verlenging
Aan de kant van Illkirch Lixenbuhl is de lijn in 2016 twee kilometer verlengd naar het centrum van Illkirch-Graffenstaden. Hierbij is een gedeelte enkelspoor in verband met de beschikbare ruimte.  